# Rivière du Petit-Tracadie
Pour les articles homonymes, voir Tracadie (homonymie) et Grande Rivière.
La rivière du Petit-Tracadie, ou Petite rivière Tracadie (Little Tracadie River en anglais), est un cours d'eau du nord-est du Nouveau-Brunswick, au Canada.

## Géographie
La rivière du Petit-Tracadie prend sa source à environ mètres d'altitude dans la forêt à 1,3 km au sud de Bois-Gagnon, dans la paroisse de Saint-Isidore. Après un cours long de près de 30 kilomètres, elle se déverse dans la baie de Tracadie avant de se jeter dans le golfe du Saint-Laurent par le goulet de Tracadie, à travers la dune de Tracadie. La principale ville située le long de son cours est Tracadie-Sheila.
Ses principaux affluents sont, d'amont en aval:
- le ruisseau North (8 km) dans la forêt de la paroisse de Saint-Isidore en rive gauche ;
- le ruisseau Seal (11 km) à Gauvreau–Petit-Tracadie en rive gauche ;
- la rivière à la Truite (7 km) à Rivière-à-la-Truite en rive droite ;
- le ruisseau Gaspereau (12 km) à Tracadie-Sheila en rive gauche ;